# Bajadas Grandes
Bajadas Grandes es una localidad del estado mexicano de Chiapas. Es parte del municipio de Palenque.

## Demografía
| Gráfica de evolución demográfica |
|                                  |

| Censo | Población |
| ----- | --------- |
| 1940  | 247       |
| 1950  | 327       |
| 1960  | 347       |
| 1970  | 661       |
| 1980  | 556       |
| 1990  | 882       |
| 2000  | 1 081     |
| 2010  | 991       |
| 2020  | 1 192     |